# Taphrina cerasi
Taphrina cerasi (Fuckel) Sadeb. – gatunek grzybów z klasy szpetczaków (Taphrinomycetes). Grzyb mikroskopijny, pasożyt czereśni i wiśni, wywołujący u nich grzybową chorobę roślin o nazwie czarcie miotły czereśni.

## Systematyka i nazewnictwo
Pozycja w klasyfikacji według Index Fungorum: Taphrina, Taphrinaceae, Taphrinales, Taphrinomycetidae, Taphrinomycetes, Taphrinomycotina, Ascomycota, Fungi.
Po raz pierwszy zdiagnozował go w 1870 r. Leopold Fuckel nadając mu nazwę Exoascus cerasi. Obecną, uznaną przez Index Fungorum nazwę nadał mu Richard Sadebeck w 1890 r.
Synonimy:
- Exoascus cerasi Fuckel 1870
- Lalaria cerasi R.T. Moore 1990[3].

W niektórych opracowaniach Taphrina cerasi jest uważana za synonim Taphrina wiesneri (Ráthay) Mix, jednak według Index Fungorum są to odrębne gatunki.

## Charakterystyka
Znane jest występowanie Taphrina cerasi w Ameryce Północnej, Europie i Japonii. Jest monofagiem występującym tylko na czereśniach i wiśniach. Teleomorfa jest pasożytem obligatoryjnym. Tworzy dikariotyczną grzybnię pod kutykulą porażonych roślin, a na jej powierzchni zwartą, palisadową warstwę worków, która powstaje bezpośrednio z komórek workotwórczych. Worki są cienkościenne, zwykle 8-zarodnikowe, o trwałych ścianach. Pomiędzy workami brak wstawek. Askospory szkliste, niemal kuliste. Anamorfa jest saprotrofem w postaci fazy drożdżoidalnej. Tworzą ją zarodniki powstałe z pączkujących askospor.
Charakterystycznym objawem porażenia czereśni i wiśni przez Taphrina cerasi są czarcie miotły w ich koronach.